# EC Cabo Branco
EC Cabo Branco is een Braziliaans sportclub uit João Pessoa in de staat Paraíba. De club is actief in tennis, voetbal, zaalvoetbal, zwemsport en gymnastiek.

## Geschiedenis
In 1915 werd de club als voetbalclub opgericht. In de begindagen van het voetbal in de staat Paraíba was de club erg succesvol en werd tien keer staatskampioen. In 1942 trok de club het profteam terug uit de competitie en was hierna enkel nog actief op amateurniveau.

## Erelijst
Campeonato Paraibano
1915, 1918, 1920, 1924, 1926, 1927, 1929, 1931, 1932, 1934